# Regulative princip
Det regulative princip angående den offentlige tilbedelse af Gud. Er et doktrin i den kristne teologi, som lærer, at tilbedelsen af Gud kun må foregå på den måde, som er udpeget eller befalet af Den Hellige Skrift. Med andre ord: Gud skal ikke lovprises efter menneskelige opfindelser eller traditioner, men kun på den måde, som Bibelen giver mandat til. Det regulative princip bliver nogle gange kædet sammen med Sola Scriptura.
Det regulative princip bliver ofte sat i kontrast med det normative princip, som lærer at Gud må tilbedes på alle måder, bortset fra de der direkte forbydes i Bibelen eller forstyrrer kirkens enhed og orden.
Det normative princip er generelt set accepteret blandt anglikanere, metodister, evangelikale og lutheranere. Det regulative princip er derimod accepteret i den reformerte kirke og er udtrykt i reformerte bekendelsesskrifter såsom Westminster Konfessionen, Den belgiske Bekendelse og Heidelberg-katekismen.

## Reformerte bekendelsesskrifter
Det regulative princip kommer til udtryk bl.a. følgende reformerte bekendelsesskrifter:
Westminster Konfessionen – Om religiøs tilbedelse og sabbatsdagen (Kap. 21,1):
”Naturens lys viser at der er en Gud, som er suveræn og har herredømme over alle, er god, og gør godt mod alle, og derfor bør frygtes, elskes, lovprises, hidkaldes, stoles på, og tjenes, af hele hjertet, og af hele sjælen og af hele styrken. Men den acceptable måde hvorpå den sande Gud skal tilbedes er fastsat af Ham selv, og er derfor begrænset af Hans egen åbenbaret vilje, så at Han ikke tilbedes efter menneskers forestillinger og anordninger, eller Satans opfordringer, eller ved synlig fremstilling, eller nogen anden måde ikke ordineret af Den Hellige Skrift.”

Den belgiske Bekendelse – Om kirkens orden og disciplin (Kap. 32):
”Vi tror alligevel, selvom det kan være nyttigt og gavnligt, at dem som regerer i kirken, indfører og etablerer bestemte anordninger blandt dem selv, for opretholdelsen af kirkens legeme; bør de alligevel være omhyggelige, så at de ikke afgår fra de ting som Kristus, vor eneste Herre, har indført. Og derfor, afviser vi alle menneskelige opfindelser, og alle love, som mennesket ønsker at indføre i tilbedelsen af Gud, for derved at binde og tvinge samvittigheden på nogen som helst måde. Derfor anerkender vi kun det som har tendens til at fostre og bevare samklang, og enhed, og vedholder alle mennesker i lydighed mod Gud. Til dette formål er ekskommunikation eller kirkedisciplin nødvendige, med de forskellige omstændigheder der hører til, i overensstemmelse med Guds Ord.”

Heidelberg-katekismen:
"Sp. 96. Hvad vil Gud i det andet bud?
At vi ikke på nogen måde skal afbillede Gud eller dyrke ham på anden vis, end han har befalet i sit Ord."